# Ушкатин III (рудник)
Ушкатин III (рудник) — підприємство гірничорудної промисловості в Улитауській області Казахстану.
Комплексне барит-свинцеве та залізо-марганцеве родовище Ушкатин III відкрили в 1962 році. Розробку родовища почали в 1982-му, при цьому її спершу здійснювало Жездинське рудоуправління, але вже з 1984-го ця функція перейшла до Жайремського гірничо-збагачувального комбінату. Роботи велись відкритим способом.
Первісно провідним напрямом діяльності був видобуток барит-свинцевих руд, які через відсутність у комбінату власних потужностей зі збагачення відправляли на розташовані за сотні кілометрів Кентауську та Текелійську збагачувальні фабрики. Як наслідок, після краху планової економіки надмірні транспортні витрати призвели до зупинки видобутку в першій половині 1990-х. Наприкінці десятиліття додаткові дослідження показали нерентабельність відновлення цього виробництва і в 2002-му барит-свинцеву частину кар'єру законсервували.
Втім, рудник не зупинився, а лише змінив профіль. Ще в 1982-му тут видобули незначний обсяг марганцевої руди (саме тому родовищем спершу опікувалось Жездинське рудоуправління), а з 1995-го цей напрям став головним для Ушкатин III. З 2000-го стала до ладу збагачувальна фабрика марганцевих руд, яка випускала марганцевий та залізо-марганцевий концентрати.
У середині 2010-х група Жайремського гірничо-збагачувального комбінату отримала нового власника, який мав наміри передусім зайнятись розробкою поліметалічних руд. При цьому в 2015-му провели модернізацію наявних збагачувальних потужностей, що дозволило відновити видобуток поліметалічних руд на Ушкатин III. За 2018 рік з його кар'єру отримали 762 тисячі тонн марганцевої та 579 тисяч тонн барит-свинцевої руди.
Станом на початок 2021 року за родовищем числилися балансові запаси у 98 млн тонн марганцевої та лише 1,5 млн тонн барит-свинцевої руди (забалансові ресурси останньої були значно більше — 39 млн тонн, плюс 40 млн тонн залізо-марганцевої та 17 млн тонн марганцевої руди). Оскільки запаси найбільш багатої марганцевої руди вже були вилучені, 2019 рік став наразі останнім у розробці Ушкатин III.
Є відомості, що кар'єр Ушкатин III досягнув глибини не менш ніж 106 метрів.